# Get Rhythm
Get Rhythm ist ein Country-Rockabilly-Song des US-amerikanischen Musikers und Songwriters Johnny Cash. Er nahm ihn 1956 gemeinsam mit den Tennessee Two bei Sun Records unter der Produktion von Sam Phillips auf. Das Stück erschien als B-Seite der Single I Walk the Line, Cashs erstem Nummer-eins-Hit in den US-Country-Single-Charts und Millionenseller. 1969 wurde Get Rhythm in überarbeiteter Version selbst als Single veröffentlicht und belegte Platz 23 der Country-Charts.

## Inhalt
Der Song handelt von einem Mann, der auf einen Schuhputzjungen trifft. Er fragt diesen, warum er nicht traurig und deprimiert angesichts seiner undankbaren Arbeit sei, sondern sogar fröhlich und munter. Der Junge antwortet ihm, dass man solche Gefühle mit einem flotten Rhythmus unterdrücken könne und ein passender Song dazu alle Sorgen im Kopf beseitige.

## Entstehung
Cash schrieb den Song, nachdem ihm auf der Straße ein Schuhputzjunge die Schuhe geputzt hatte. Ursprünglich war das Stück für Elvis Presley vorgesehen, der es aber nie aufnahm. Neben Cash (Gesang und Rhythmusgitarre) sind die „Tennessee Two“ Luther Perkins (Leadgitarre) und Marshall Grant (Bass) zu hören.

## Coverversionen
Eine der bekanntesten Coverversionen von Get Rhythm stammt von Ry Cooder und erschien 1987 auf dessen gleichnamiger CD. Martin Delray brachte 1991 eine Coverversion mit Johnny Cash als Gastsänger auf seiner ebenfalls gleichnamigen CD heraus. Joaquin Phoenix nahm das Stück 2005 im Studio für den Soundtrack der Johnny-Cash-Biografie Walk the Line auf. Der Song ist in einer anders instrumentierten Fassung auch im Film zu hören. Außerdem coverten Dr. Feelgood den Song 1986 auf ihrem Album Brilleaux.